# Pressburger Zeitung

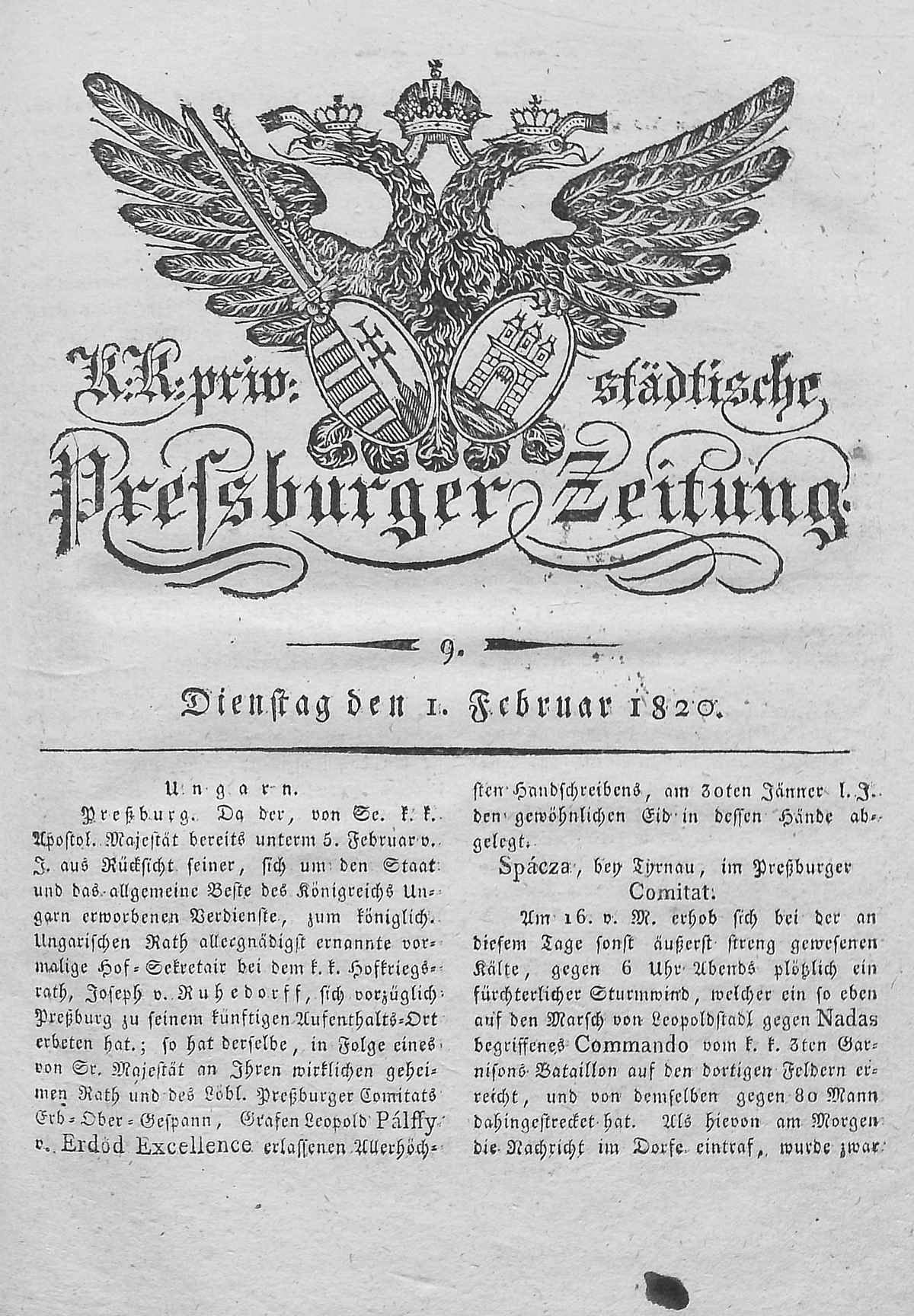
A Preßburger Zeitung címlapja, 1820

A Pressburger Zeitung pozsonyi német nyelvű lap volt 1764 és 1929 között.

## A kezdet

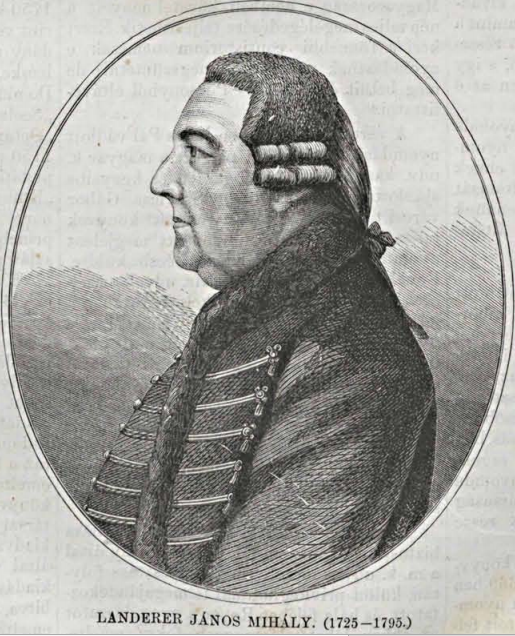
Landerer János Mihály (Vasárnapi Ujság 1867. 381. l.)

1764. július 14-én Pozsony szenátorának, Windisch Károly Gottliebnek a kezdeményezésére Landerer János Mihály könyvnyomdász által napvilágot látott a Pressburger Zeitung nevezetű, német nyelvű lap Pozsonyban.
Pár oldalas orgánum volt, melyet heti kétszer, szerdai és szombati napokon jelentettek meg. Mivel a világ többi részén is voltak ismerősei, akikkel kapcsolatban állt, így értesült a legfontosabb eseményekről, amelyet aztán megjelentetett az újságban. Pozsony központi szerepet töltött be a lap megalakulásában, hiszen ez a város volt az országgyűlés színhelye.

## Az újság maga
Az újságban megtalálható volt a külföldi hírek mellett 2 rovat, melyek Magyarországhoz voltak köthetők: udvari hírek, és szerencsétlenségek címmel, valamint hírt adtak a Pozsonyban elhalálozottakról és munkákról is. A lapszámok növekedésével gyarapodott a tartalom is, változtattak az újság képén is, sőt az 1773. évi barokk díszítés után már megjelentek magyar városok és Pozsony címere is.
Mellékletek:
- Neuwider Zeitung: 1790-ben jelent meg, ez volt a legelső melléklete, ami az év „halottak politikai beszélgetései”-t hivatott leírni
- Lesekabinet: 1791
- Allgemeine  Deutsche Theater – Zeitung: 1798

Az újság fejlődése elérte célját, ugyanis rengetegen álltak az előfizetők sorába, a Pressburger Zeitung így ebben az időszakban előkelő helyen tudhatta magát.
Landerer 1810-ben bekövetkezett halála után örökösei kapták meg a lapot; ezt követően már nem egy kiadó dolgozott az újsággal. 1812. júliusában Weber Simon Péter kezébe került. Fiával együtt a régi mellékletek helyébe újat adtak ki "Unterhaltungsblatt" néven. Ezt a rovatot később felváltotta Wigand Károly Frigyes "Aehrenlese" szépirodalmat és közgazdaságot tartalmazó melléklete.
Az 1836-os évben fejlődésnek indult a hirdetés, a következő év elején pedig új tulajdonosa lett a lapnak Schaiba Ignác Adolf személyében, az utolsó mellékletet felváltotta a "Pannónia", melynek jövője felfelé ívelt irodalmi tekintetben: novellák, regények, költemények és tudomány kapott ebben a részben helyet. 
1837. áprilisában az újság szerkesztője lett Richter A. F., ő már odafigyelt a magyar viszonyokra, és az országgyűlés eseményeit is olvashatták a polgárok az orgánumban.  1840-ben új melléklettel jelentkeztek: a "Modebilder", amelyet Schmid Antal álmodott meg. 1842. elején az olvasótábor nagy örömére már heti háromszor jelent meg a lap, páratlan napokon, a Pannónia pedig a többi napot kapta meg megjelenésének.
Neustadt az ebben az évben márciusban újra összehívott országgyűlésen elhangzottakat szinte szó szerint közölte, ezzel elismerést vívva ki a polgárok között, hiszen ezek az események minden magyart érdekeltek és érintettek.

## 1848 és a politika árnyékában
Mikor közeledett 1848, megjelent Kossuth Lajos neve is, aki Pestet képviselte.
A francia eseményeket és a szabadság kezdetét Neustadt 4 oldalban foglalta össze, a szabadelvű párt mellé állt és tudósított Kossuth bécsi útjáról is. Március 22-én, miután kilépett a szerkesztőségből Bangya József vette át a helyét, őt viszont nem sokkal később Barich váltotta fel. Ő a Pannóniát felváltotta az Öesterrich Constitutionelle Deutsche Zeitung-ra, és megalapított Pesten egy irodát a lapnak, hisz az országgyűlés is itt tartózkodott, így könnyebb volt tudósítania. Szeptember 1-jén eggyé vált Löw „Pressburger Deutsche Zeitung”-ja és a Pressburger Zeitung, az új szerkesztő Pusztay Sándor lett.
Miután veszélybe került a magyarok szabadsága, május végén figyelmeztette a polgárokat, hogy veszélyben a hazájuk; ennek bűnhődéséül Wrbna parancsot adott arra, hogy az újságban csak hadtestparancsnoksági rendeletek láthatnak napvilágot. Ez összesen 1 oldal volt, de nem mindig jelent meg. 1949 januárjában Wigand saját felelősségére visszaállította a lapot a régi kerékvágásba, de erősen érződött a cenzúra.
1860 végén átvette az irányítást Posch Ágost ügyvéd, ő a következő számokban hazaszeretetre buzdított mindenkit. 1867-ben a kiegyezés után Deák pártjára állt a Pressburger Zeitung. Februárban jól láthatóan közreadta  a lap hasábjain az új minisztérium tagjait.
1871. július elején Angermayer Károly lett a nyomda tulajdonosa, de 1874-ben már az újság tulajdonosát is személyében üdvözölhették. Októberig a szerkesztői feladatokat Dr. Deutsch Ignác látta el, ezután Angermayer vette át a szerkesztői címet, majd 1875 júliusában Koller Károly ült ebbe a székbe.

## Változások
Angermayer 1878-ban, hogy ne csak politikáról értesüljenek a polgárok, kiadott egy mellékletet „Illustrirtes Sonntagsblatt” címmel, mely szépirodalmi témákat tartalmazott. Nyughatatlanságában életet adott 2 állandó mellékletnek:
•	„Morgenblatt” – reggel 6 óra
•	„Abendblatt” – délután 4 óra
1881-ben otthagyta a szerkesztőséget. Ezután ezt a feladatot ellátták:
1881. február – 1883. július : Angermayer Károly
1883. július – 1884. december : Molec Dani ügyvéd
1885. január – 1886. december : Dr. Pisztóry Mór tanár
1887. január - : Lövő Rezső	
A Pressburger Zeitung 1888. január 1-jén ünnepelte meg a 125. évfolyamnak a kezdetét, ez alkalomból 20 oldalnyi terjedelemben olvashatták az újságot az érdeklődők. Az ünnepi számban megtalálható volt többek között Lövő Rezső visszaemlékezése az elmúlt több, mint száz évre, Szilágyi Dezső egykori igazságügyi miniszter cikke is. Langer Alajos megírta az újság történetét, ez külön mellékletben szerepelt, ezt pedig az első szám reprodukciójával együtt adták közre.
1893. októberében Angermayer közreműködésével született meg egy új melléklet „Schrattenthal’s Frauen – Zeitung” néven, mely 2 hetente jelentkezett, azonban élete elég rövidnek bizonyult; mindössze 1 évig jelent meg. Az újság folyamatos fejlődésének, tartalmának növekedése végett mind a belföldi, mind a külföldi hirdetési irodák érdeklődése megnőtt.
A liberalizmus mellett kiálló lap szerepet kapott az irodalom, kereskedelem, ipar, közművelődés területein. Kapcsolatai révén a világ másik végén történő eseményekről is elsőként tudósított. A magyar irodalmat szolgálva hetente 3 alkalommal jelent meg a hasábokon regénymelléklet.

## Munkatársak
A kiadó tulajdonosa: Angermayer Károly.
Szerkesztőségvezető: Lövő Rezső.
Főszerkesztő: Emil Portisch (1924-1929)
Főmunkatárs: Morodai Derra Gyula.
Belmunkatárs: Batka János, Kampf-Müller Károly, Murmann.
Külmunkatársak: Dr. Wagner Lajos, Weiss-Schrattenthal Károly, Dr. Hefty Frigyes, Benyovszky Károly, Mangold Károly.